# Alzon
Alzon [alzɔ̃] ist ein Dorf und eine kleine französische Gemeinde mit 184 Einwohnern (Stand 1. Januar 2022) im Département Gard in der Region Okzitanien.

## Geografie
Das Dorf liegt am Oberlauf des Flusses Vis auf 600 Metern Höhe über dem Meeresspiegel an der Grenze zum Département Hérault im Süden und zum Département Aveyron im Osten innerhalb des Nationalparks Cevennen.
Das 27,48 km² große Gemeindegebiet reicht von 505 bis 1414 Meter Höhe.

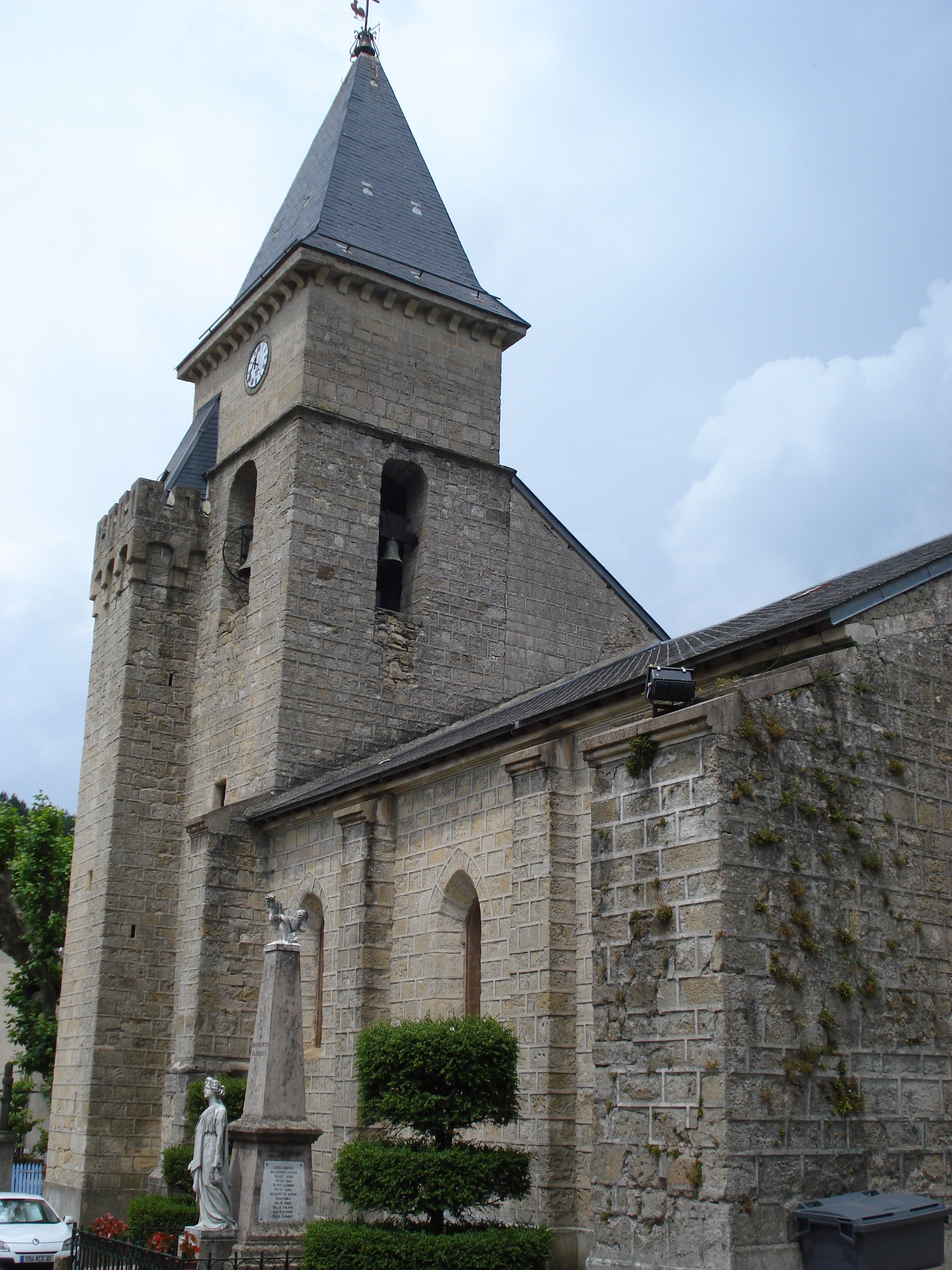
Kirche Saint-Martin und Gefallenendenkmal

## Bevölkerungsentwicklung
| Jahr                       | 1962 | 1968 | 1975 | 1982 | 1990 | 1999 | 2008 | 2017 |
| Einwohner                  | 358  | 280  | 237  | 201  | 183  | 208  | 223  | 177  |
| Quellen: Cassini und INSEE |      |      |      |      |      |      |      |      |

## Sehenswürdigkeiten
- Kirche Saint-Martin